# Bogaraš (Bačka Topola)
Bogaraš (en cirílico: Богараш; húngaro: Felváros) es un pueblo serbio ubicado en la provincia autónoma de Voivodina. Es parte del municipio de Bačka Topola en el distrito de Bačka del Norte. En el censo de 2011 tenía 82 habitantes.

## Demografía
| Gráfica de evolución demográfica de Bogaraš entre 1948 y 2011 |
|                                                               |